# Plataea dulcinaria
Plataea dulcinaria là một loài bướm đêm trong họ Geometridae.